# Institutul Ucrainean al Cărții
Institutul Ucrainean al Cărții este o instituție de stat aflată în subordinea Ministerului Culturii din Ucraina. Institutul este conceput pentru a modela politica de stat a Ucrainei privind industria cărții, promovarea lecturii, sprijinirea publicării de cărți și încurajarea activităților de traducere și de popularizare a literaturii ucrainene în străinătate.

## Istoric
Institutul ucrainean de carte a fost înființat în 2016. Primul director „interimar” ales al instituției a fost Rostislav Semkiv. Din iunie 2017, Institutul a avut un prim director „oficial”, pe Tatiana Teren. Ea a reușit să pună bazele activităților institutului: a pregătit documentația și organizarea condițiilor de muncă. După șase luni Teren a părăsit Institutul. Înainte de alegerea următorului director, sarcinile șefului Institutului au fost îndeplinite de Serghei Yasinsky, apoi de Ruslan Mironenko. Rezultatele concursului pentru poziția de director, care a avut loc pe 26 iulie 2018, a avut-o câștigătoare pe Olexandra Koval, directorul ONG-ului „Forumul editorilor”. Koval a început să lucreze ca director interimar pe 10 octombrie 2018. Pe 12 decembrie, Olexandra Koval a fost numită oficial în funcție.

## Activități

### Funcții
- finanțarea traducerilor în și din ucraineană
- implementarea programelor de stat legate de popularizarea și sprijinirea lecturii
- organizarea și desfășurarea de concursuri de publicare a cărților pe cheltuială publică care nu au fost încă publicate
- implementarea programelor de rezidențiat pentru artiști
- inițierea cercetărilor și anchetelor privind sectorul editorial din Ucraina, previzionarea dezvoltării acestuia
- sprijin pentru edituri, ucrainene și străine, care publică în limba ucraineană
- dezvoltarea și organizarea de evenimente pentru sprijinirea editării de carte din Ucraina
- stabilirea comunicării între entitățile de afaceri și editori
- cooperarea cu mass-media[10]

### Programe
1. Promovarea literaturii ucrainene în străinătate — proiecte internaționale, participarea la târguri de carte străine, crearea unei rețele globale de parteneri și persoane interesate de literatura ucraineană.
2. Programul de sprijin pentru traduceri promovează apariția traducerilor literaturii ucrainene prin acordarea de granturi pentru editorii străini.
3. Programul de carte ucraineană susține și promovează dezvoltarea pieței ucrainene de carte prin finanțarea de noi publicații.
4. Programul de bibliotecă digitală este vizează crearea unei baze de date digitale completă cu clasici ucraineni, cărți noi și publicații rare disponibile tuturor.
5. Programul de promovare a lecturii în Ucraina este format dintr-o serie de proiecte naționale care vizează îmbunătățirea nivelului și calității lecturii la nivelul populației.
6. Programul de înoire a bibliotecilor publice - reaprovizionarea colecțiilor bibliotecilor publice din întreaga Ucraina cu publicații actualizate.

### Program de reînoire a bibliotecilor publice
În 2018, Institutul Ucrainean de Cărți a finalizat implementarea programului de actualizare a colecțiilor bibliotecilor publice. Pentru implementarea sa, statul a furnizat 120 de milioane de grivne, redistribuind fonduri din programul Cartea ucraineană.
În cadrul acestui program, institutul a luat în considerare 2779 de cereri de la 137 de editori. Consiliul de experți a selectat  dintre ele 741 de cărți pentru cumpărare pe cheltuiala statului.  A avut loc o ședință a comitetului de licitație, proceduri de negociere cu editorii, o ședință a Consiliului de Supraveghere și publicarea contractelor încheiate în sistemul de achiziții. Conform rezultatelor programului, bibliotecile publice au primit 984449 de exemplare de la 91 de edituri, care au costat peste 114 milioane de grivne.

## Evenimente internaționale

### Târgul de carte de la Frankfurt
Prezentarea standurilor naționale la târgurile de carte și festivalurile din străinătate este una dintre sarcinile principale ale Institutului. În 2018, o realizare importantă a fost participarea cu succes a Ucrainei la Târgul de Carte de la Frankfurt, cel mai mare eveniment editorial din lume.

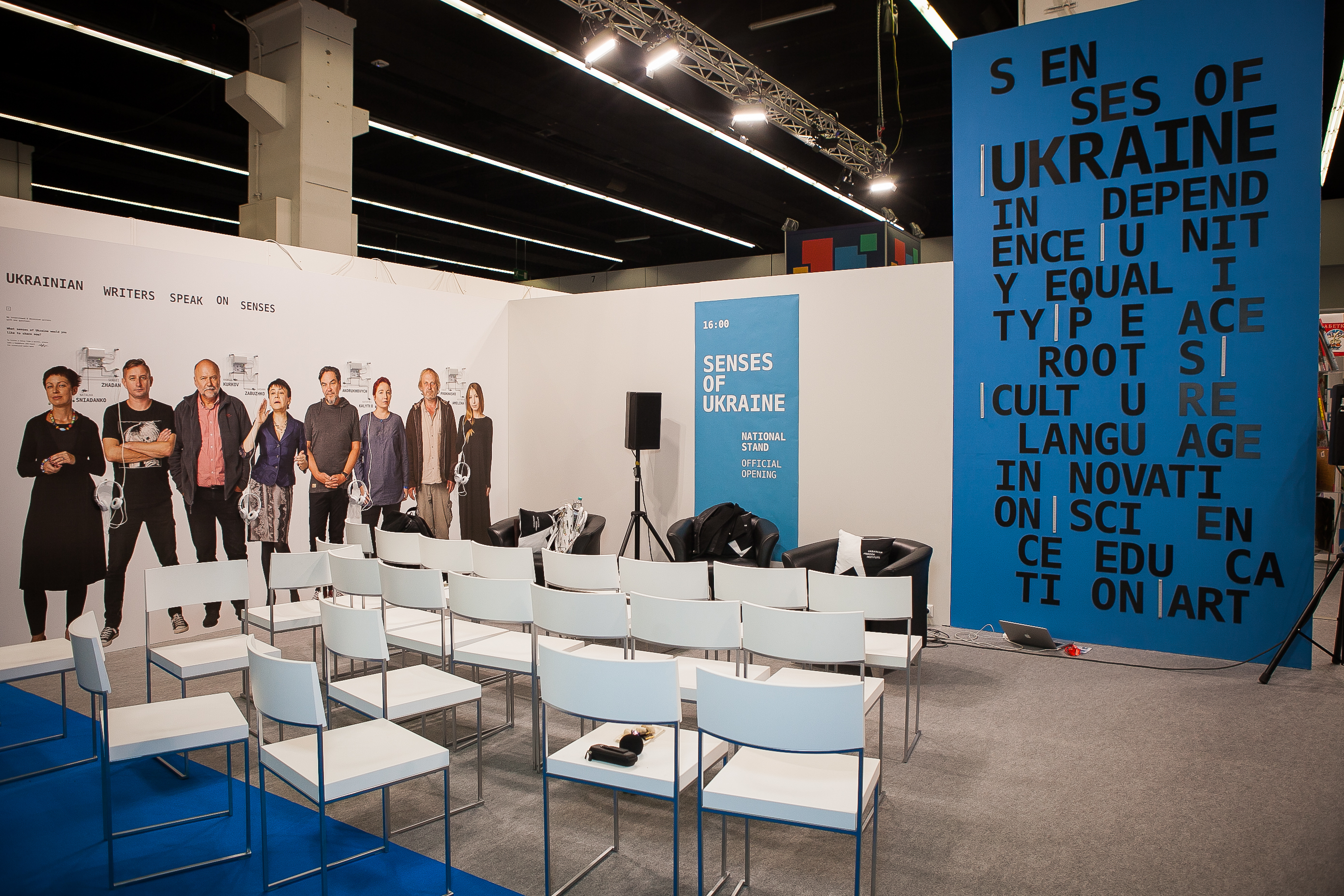
„Simțurile Ucrainei” a fost sloganul standului ucrainean la Târgul de carte de la Frankfurt în 2018

Sloganul standului ucrainean din 2018 a fost „Simțurile Ucrainei” .   Organizatorii au prezentat aspecte ale culturii ucrainiene folosind senzații de bază: auz, văz, atingere și gust. Conceptul vizual al standului ucrainean a fost dezvoltat de Andrey Linik, artist media, istoric de artă și curator de proiecte multimedia.
Pe o suprafață de 140 de metri pătrați, puteau fi vizionate imagini în ale celor mai cunoscuți scriitori ucraineni vorbind despre cum percep ei „Simțurile Ucrainei”. La stand a fost dezvoltată o zonă VR interactivă „Cunoașterea lui Tukoni”, bazată pe cărțile lui Oksana Bula. 
La deschiderea standului ucrainean a fost prezent vicepreședintele târgului de carte Tobias Foss. El s-a adresat invitaților împreună cu viceprim-ministrul Ucrainei Pavlo Rozenko, viceministrul culturii Yuriy Rybachuk și președintele Asociației editorilor și distribuitorilor de cărți Alexander Afonin. 
Una dintre principalele atracții ale Ucrainei la Târg au fost ilustratorii, care au fost recunoscuți în repetate rânduri în străinătate. Lucrările lor au fost prezentate și într-un catalog dedicat.

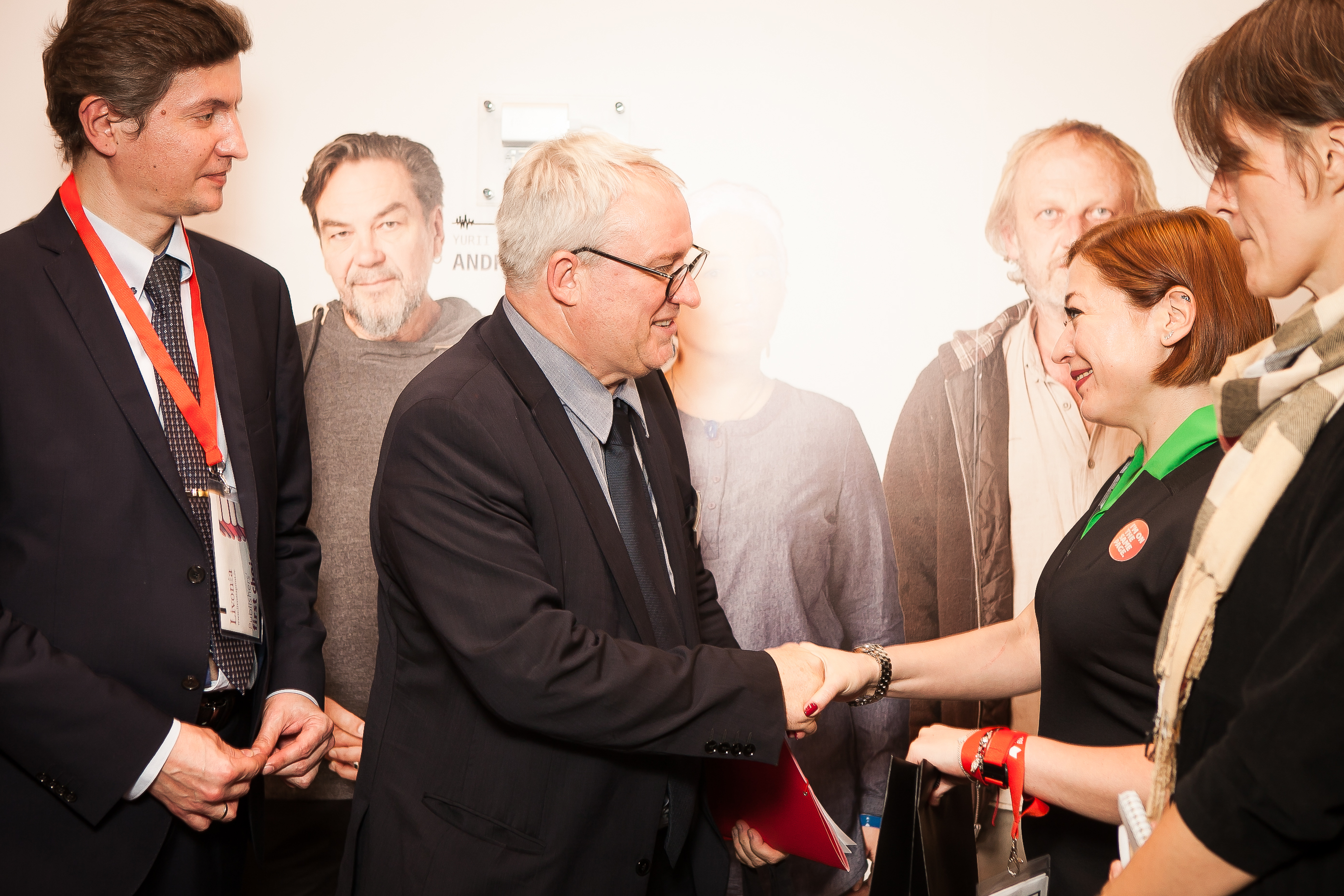
Tobias Voss, vicepreședinte al Târgului de Carte de la Frankfurt, la standul Ucrainei.

Împreună cu Institutul Ucrainean al Cărții, 16 edituri au mers la Frankfurt:  Editura „Th Old Lion”, „Folio”, „Family Leisure Club”, „ Nash Format ”, Editura Ivan Malkovich - „ A-ba-ba”. -ha-la-ma-ha ," "Bohdan Books", "Fountain of Fairytales", "Summit Book", "KM books", "Perun", "Bright Books", "Lybid", "Art Nation", " Mamino” și agenția pentru dezvoltare culturală.
Campania „ Pe aceeași pagină ”, dedicată aniversării a 70 de ani de la adoptarea declarației drepturilor omului, a fost un punct important al târgului de la Frankfurt. În interiorul granițelor sale, Ucraina a organizat o acțiune în sprijinul deținuților politici ucraineni care sunt deținuți ilegal pe teritoriul Federației Ruse. Scriitori renumiți au citit poveștile lui Oleg Sentsov și au organizat un protest tăcut în fața standului rusesc.

### Târgul de carte „Lumea cărților 2018” de la Praga
Institutul cărții, împreună cu Ambasada Ucrainei în Republica Cehă, a organizat un stand la Târgul de Carte „Lumea cărților 2018” de la Praga.
Standul ucrainean a fost vizitat de către ministrul culturii al Republicii Cehe, Ilya Schmid, ambasadorul Ucrainei în Republica Cehă, Yevhen Perebiynis, și directorul Institutului de Stat al Cărții „Czech Lit”, Onjay Buddeus. 

## Evenimente în Ucraina

### Forumul editorilor
Institutul ucrainean de carte împreună cu ONG-ul „Forumul  editorilor” au devenit co-organizatori ai evenimentelor la cel de-al 25-lea Forum al cărții.
Evenimentul cel mai cunoscut a fost „BookUp Night”, în cadrul căruia specialiștii în publishing au vorbit despre cele mai amuzante eșecuri profesionale ale lor. La ea au participat Ivan Malkovici, directorul editurii „a-Ba-Ba-Ga-la-ma-ga”, scriitoarea Oksana Zabuzhko, Alexey Tarasov, fost redactor-șef al  „Esquire (Ucraina)”, Irina Slavinskaya, jurnalist și traducător, și Anton Martynov, directorul editurii „Nash Format”.

### Ucraina creativă
Echipa Institutului de Carte din Ucraina a co-organizat seminarul „Ghidul editorilor: Cum să cucerești Europa” în cadrul forumului „Ucraina Creativă”. La eveniment a participat Jacks Thomas, directoarea Târgului de Carte de la Londra, care a vizitat pentru prima dată Ucraina. La sosirea ei s-a discutat despre participarea standului ucrainean la Londra. În plus, Thomas a împărtășit experiența ei în conducerea unor evenimente literare de amploare. 

### „Estul citește”
Institutul ucrainean de carte a devenit partener al proiectului „The East Reads/ Estul citește”, în cadrul căruia scriitori ucraineni contemporani au vizitat o serie de biblioteci din regiunile Lugansk și Donețk. Prin mijlocirea institutului, peste două mii de cărți ucrainene au fost donate bibliotecilor. La proiect au participat aproximativ 30 de biblioteci din 15 localități.   Proiectul a fost organizat de fundația caritabilă Sergey Zhadan cu sprijinul Fundației Internaționale Renașterea .
Serhiy Zhadan, Andrey Kurkov, Evgeny Polozhiy, Ivan Andrusyak și Tanya Stus au vizitat Starobilsk, Stanytsia Luhanska, Shchastia și Svatove unde s-au întâlnit cu adulți și copii în bibliotecile locale, care au devenit centre ale vieții sociale și culturale pentru comunitate.